# Socialización diferencial
La socialización diferencial es el proceso de socialización mediante el cual se van adquiriendo identidades de género que se incorporan a la individualidad y subjetividad. Este aprendizaje, que se inicia con el nacimiento, se extiende a lo largo de la vida por medio de la interacción con otras personas y la transmisión de elementos socioculturales de su ambiente (valores, actitudes, expectativas y comportamientos característicos de la sociedad).

## Concepto
Todos los seres humanos están sometidos al aprendizaje de múltiples comportamientos relacionados con su condición de seres sociales y culturales. 
La socialización diferencial es el proceso de incorporación de la persona en la sociedad, que va determinando el lugar que ocupará  el individuo en la misma, asumiendo roles en atención a las características determinadas por el género. De esta forma, el conocimiento de la sociedad se va orientando por ideas preconcebidas o prejuicios, por intereses, por sesgos particulares, por el propio punto de vista, en resumen por la posición que se ocupa en el mundo social.
En las sociedades occidentales el género ha estado ligado al sexo y la diferencia de sexo se ha concebido como fundadora de la identidad  personal, del orden social y del orden simbólico, de lo normativo, constituyendo la representación binaria de los sexos, así la adopción de papeles de género constituye una parte importante en la comprensión de la sociedad. Existe una prescripción de carácter cultural sobre los comportamientos de género, es lo que se denomina “tipificación sexual” que es el proceso por el cual el individuo adquiere patrones de conducta sexualmente tipificados, constituye un amplio sistema de costumbres que empieza desde el nacimiento, como orientar a través de colores rosa y azul, el lenguaje, los adornos como los pendientes, libros de cuentos, juegos o canciones. De esta manera, por medio de la socialización diferencial las personas van adquiriendo identidades diferenciales de género a partir de los agentes socializadores que son muy diversos, entre ellos, el sistema educativo, la familia, los medios de comunicación, el uso del lenguaje y la religión, lo que conlleva estilos cognitivos, actitudinales y conductuales, códigos axiológicos y morales y normas estereotípicas de la conducta asignada a cada género.
Los agentes socializadores tienden a asociar tradicionalmente a la masculinidad con la vida social pública, como el trabajo remunerado o la política, mientras que la feminidad se asocia a aspectos de la vida privada, a los cuidados y la subordinación al varón, pasividad o dependencia. Una de las claves de la socialización diferencial es la congruencia que existe en el mensaje de los diferentes agentes socializadores, éste mensaje es aprendido e interiorizado por cada persona que lo hace suyo por lo que termina pensando y actuando en consecuencia, llevando así a que hombres y  mujeres se comporten diferentes y se desarrollen en ámbitos distintos. Se tiende a reproducir las conductas de otras personas que se constituyen como modelos a seguir, de este modo son estas mismas diferencias que conducen a reafirmar la creencia de que somos diferentes, contribuyendo a la necesidad de seguir socializándonos de manera distinta. Es decir, la socialización diferencial es un proceso que se justifica a sí mismo. Por lo tanto, son las normas de género y estereotipos que diferencian a los hombres de las mujeres, a las niñas de los niños y van transmitiendo un mensaje androcéntrico a veces de forma explícita y otras de forma implícita o sutil. Esta forma diferencial de entender la masculinidad y la feminidad es un reflejo de las actitudes sociales, que podría llevar a problemas como por ejemplo un inadecuado análisis de la violencia contra las mujeres ya que se podría caer en la culpabilización de la víctima o justificación de los hombres violentos.

### Sistema educativo como agente socializador
En un primer momento, el sistema educativo se diseñó pensando en un alumnado básicamente masculino, posteriormente las mujeres pudieron acceder a la misma educación que los hombres, integrándolas al sistema educativo androcéntrico, con lo que se generaron los centros educativos mixtos.
En los establecimientos educacionales se trabaja con un currículo escrito o explícito basado en el androcentrismo ya que el hombre se toma como medida de todas las cosas, pero además encontramos el denominado currículo oculto que está formado por opiniones preconcebidas o prejuicios y estereotipos, que contienen una serie de ideas sobre cómo son o deberían ser las relaciones sociales entre sexos y los modelos de feminidad y masculinidad que están asociados, aportando así elementos de socialización tendientes a perpetuar la diferencia entre géneros.
En el entorno escolar los niños reciben más atención por parte del profesorado, algunos atribuyen como una de las posibles explicaciones a esta diferencia de trato dentro del aula podría radicar en que los docentes se adaptan al propio comportamiento de los alumnos y alumnas, ya que según algunos estudios los niños son más variables en su comportamiento por lo que requerirían mayor atención. También se ha demostrado que la atención es mayor con los niños en cuanto al trabajo escolar y con los más avanzados del grupo. Por otra parte, las niñas se educan con contenidos, textos e imágenes en las que no están presentes las mujeres (carencia de modelos o referentes femeninos), se excluye a las mujeres de las expectativas de liderazgo, influencia y competitividad por medio de los juegos, de esta forma, los juegos de las niñas están más orientados al cuidado (cocinas, muñecas, cuerda), mientras que los niños son educados para sobresalir, competir y desarrollar estrategias para sobresalir en el circuito de las jerarquías.
En cuanto a infraestructura, los espacios de las escuelas se han diseñado de tal manera que no favorecen la integración. Los patios se han construido con una cancha de fútbol o baloncesto al centro y se ha observado que con ello se fomenta el dominio masculino de éstos espacios, contribuyendo a la relegación de las niñas, quienes se mueven en la periferia o alrededores, estableciendo así diferencias de género en la ocupación del espacio. Los nuevos modelos basados en la coeducación pretenden superar el sexismo y androcentrismo.

### La familia como agente socializador diferencial
La familia es el primer agente socializador y el más influyente, transmisor de pautas culturales, es fundamental en funciones formativas primarias como la educación de los sentimientos, actitudes y valores. Las influencias familiares son  las que primero ocurren, son también las más persistentes, están dotadas de una especial intensidad y gran capacidad configuradora de las posteriores relaciones fuera de la familia. 
Si bien los modelos de familia han ido cambiando y evolucionando a lo largo de la historia, la familia tradicional o nuclear constituye un modelo de producción y reproducción, que cumple una función biológica (reproductora), función social (socialización) y función emocional. 
En la socialización diferencial dentro de la familia son inicialmente los padres o progenitores, agentes de socialización primordiales, quienes se encargan de reforzar directa y diferencialmente las conductas sexualmente tipificadas de sus hijos o hijas, además de la imitación de modelos constituidos de otros adultos significativos para las niñas o niños que se encarguen de reforzar conductas tipificadas sexualmente, facilitando así la adquisición de roles de género en la familia que son un amplio conjunto de conductas y actitudes, que según el contexto cultural e histórico delimitan la masculinidad y feminidad, llevan a percibir a los hombres como fuente de acción y a las mujeres como fuente de reacción siendo menos egoístas, más preocupadas de los demás y de los cuidados, constituyendo de esta forma rasgos de personalidad según los roles sociales de la estructura familiar.

### Medios de comunicación como agentes de socialización diferencial
Actualmente los medios de comunicación se han convertido en uno de los agentes socializadores más importantes, transmiten valores, ideales y modelos a seguir de hombres y mujeres, que pueden incluir contenidos o estereotipos sexistas ligados a la jerarquización social, siendo parte así del proceso de socialización diferencial de forma constante y omnipresente. 
Hoy en día predominan los medios de comunicación audiovisual,  los más importantes son la televisión e internet ya que forma parte de la vida cotidiana de las personas. La televisión ha influido en el desarrollo social y personal de las generaciones que han crecido con ella, generando procesos de empatía que pueden llevar a identificaciones o rechazos. Los niños y niñas han demostrado tener una gran habilidad para atender, entender y adaptarse al medio audiovisual.
En cuanto a política, se ha observado que la aparición de las mujeres en los medios de comunicación es inferior a su presencia real en instituciones, con lo que los medios invisibilizan la participación existente. Cualitativamente existen estereotipos femeninos que relacionan a las mujeres con menor asertividad  o fuerza al contrario de lo que ocurre con sus pares masculinos. Además, los nombres propios de las mujeres, cuando son fuente de noticia, aparecen menos que los de los hombres.

### El lenguaje como agente socializador diferencial
El lenguaje ya sea oral o escrito es el medio de comunicación por excelencia, es el principal instrumento por medio del cual se transmite el conocimiento y se va representando el mundo en el que vivimos, la lengua es una herramienta que nos enseña a pensar y nos permite relacionarnos. 
Los efectos de la socialización diferencial a través del lenguaje afectan a niñas y niños desde la infancia, por medio de cuentos, poemas y canciones que pueden tener contenidos sexistas, los que son transmitidos por sus cercanos mayores oralmente como forma de establecer comunicación y ayudar al aprendizaje del lenguaje.  
Algunos sostienen que el lenguaje en relación con hombres y mujeres no es neutral, ya que identifica lo que es masculino y lo que es femenino, va delimitando lo que se nombra o lo que no se nombra, lo que está permitido y lo que está prohibido y que está lleno de intenciones y matices. Dentro del ámbito de las relaciones el lenguaje forma parte de un sistema de reglas que no están escritas y que actúan discriminando a la mujer.  Otros estiman que la lengua de por sí sola no es sexista,  parten de la base de que la lengua no discrimina, es funcional y adaptable a lo que se quiere decir, por tanto es sexista la mente o la ideología de quien emite un mensaje en este sentido. La lengua sería la herramienta que puede articular un discurso sexista.
El androcentrismo se puede hacer presente en algunos discursos o frases no nombrando a las mujeres o dejándolas en el anonimato, lo que no se nombra no existe, pero la lengua tiene mecanismos y expresiones para visibilizar y no excluir a nadie. En otras ocasiones puede ocurrir que más que invisibilizar a las mujeres en el discurso, se les nombra para evidenciar sus excesos, carencias, defectos o su relativa importancia.